# Contrada della Mazza
La Contrada della Mazza è stata una contrada di Milano appartenente al sestiere di Porta Nuova.

## Confini

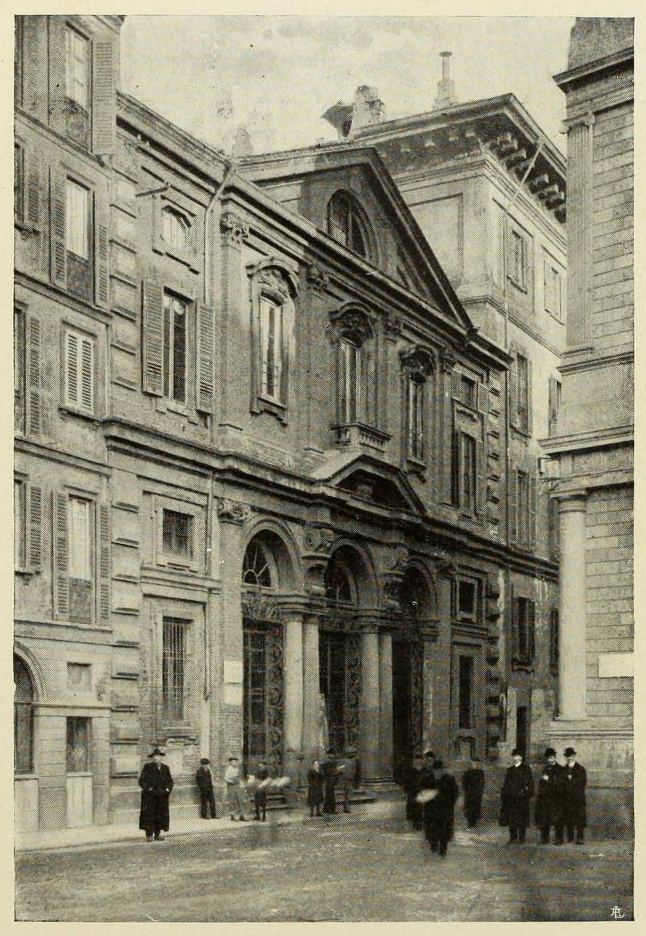
La ex chiesa di San Giovanni Decollato alle Case Rotte

I confini della contrada andavano dall'incrocio tra le vie Marino e Magnani a via Monte Napoleone, dove confinava con il sestiere di Porta Orientale, per poi proseguire lungo via Alessandro Manzoni. Il confine proseguiva poi dall'incrocio tra via Manzoni e piazza della Scala e l'intersezione tra via Marino e via Magnani, dove confinava con le contrade dei Bossi e dei Rostri.

## Luoghi di culto
All'interno dei confini della contrada della Mazza erano situate molti edifici di culto, la chiesa di San Fedele, la chiesa di San Giovanni Decollato alle Case Rotte, la chiesa di San Donnino alla Mazza, la chiesa di San Benedetto, la chiesa di Santo Stefano in Nosiggia, la chiesa di San Vittore e la chiesa di San Martino in Porta Nuova (o "alla Nosiggia").

## Storia
Il nome della contrada deriva dall'antico germanico lama, ovvero "zona paludosa", che è stato successivamente storpiato in lamazzo: da quest'ultimo vocabolo sono derivati i nomi della contrada e del centro abitato "Mazzo di Rho". Un'altra interpretazione è legata a un secondo significato del vocabolo antico germanico lama, ossia "fosso", con un richiamo al fossato allagabile delle mura romane di Milano. 

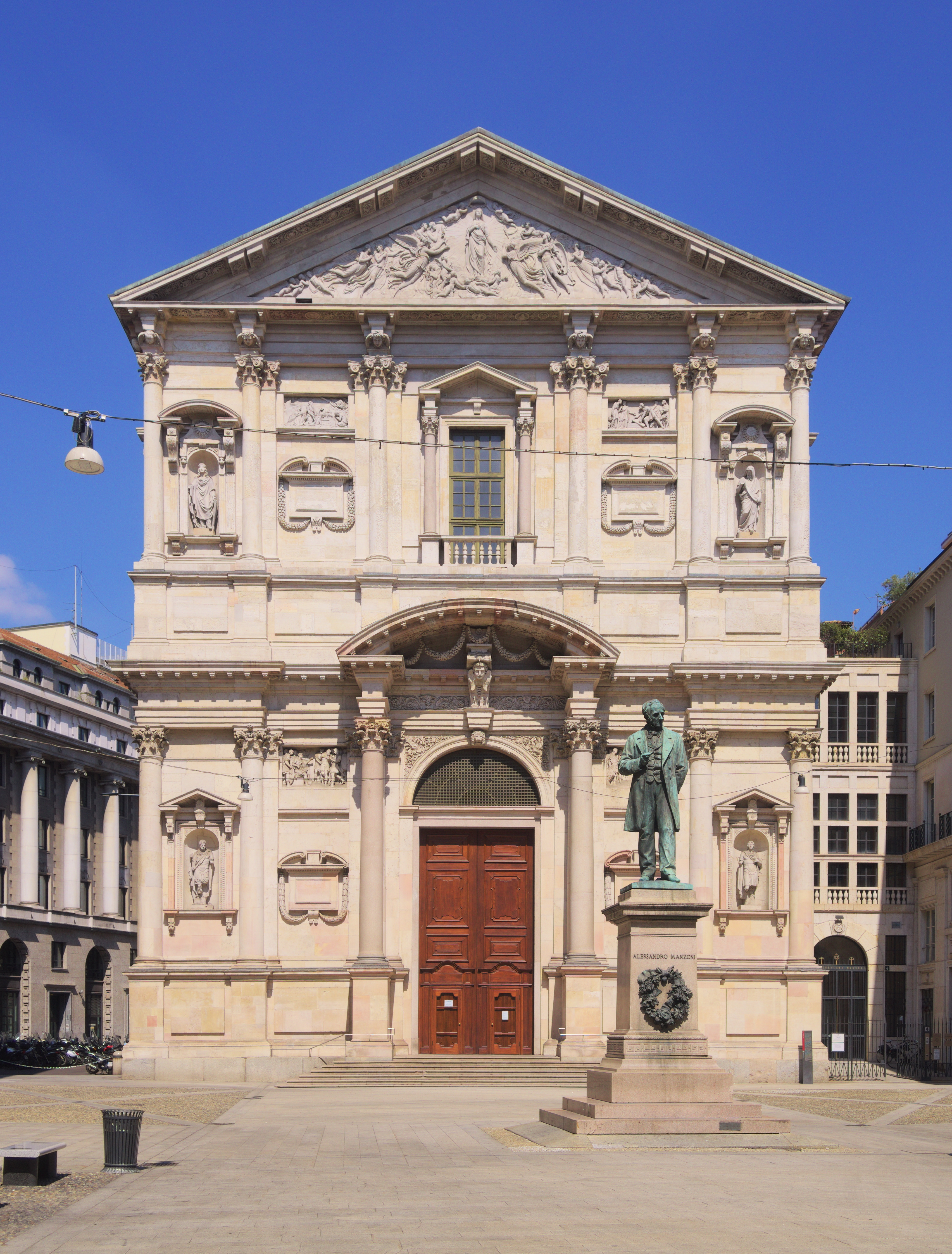
La chiesa di San Fedele

Ciò avrebbe dato il nome alla chiesa di San Donnino alla Mazza, antico luogo di culto poi scomparso, che sorgeva nei pressi del fosso della cita muraria romana e che avrebbe poi dato la denominazione alla contrada. Altre ipotesi sul toponimo "Mazza" vorrebbero che questo nome sia legato a un antico tempio dedicato a Giano Bifronte, dove quest'ultimo era rappresentato con una clava (ovvero con una "mazza" in mano), oppure da "massa", sinonimo di  curtis.

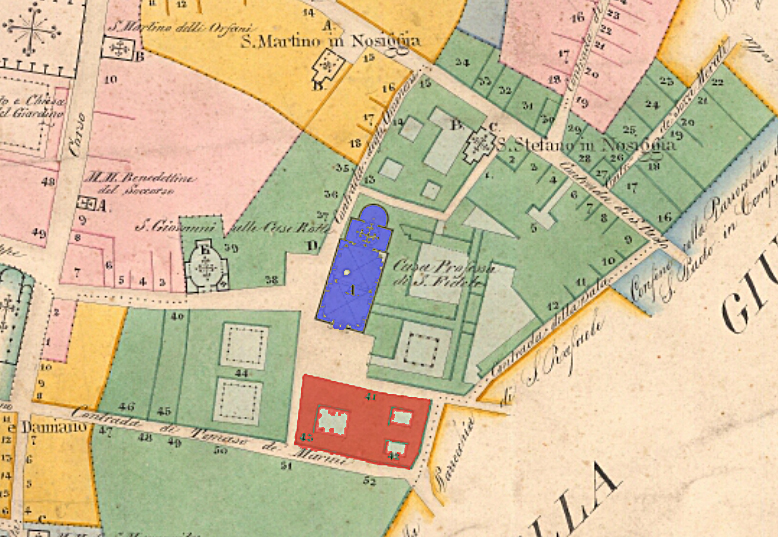
Piazza San Fedele nel 1751: in blu è evidenziata la chiesa

Degna di nota è la presenza di via delle Case Rotte. In origine questa strada si chiamava via San Benedetto (per la presenza, all'incrocio tra via Manzoni e piazza della Scala, della citata chiesa di San Benedetto), poi mutò nome in via Della Torre in onore della nobile famiglia milanese che dominò la città dal 1240 al 1277 e dal 1302 al 1311. Con la caduta dei Della Torre, che fu opera dei Visconti, le loro case nobiliari vennero tutte distrutte in soli sette giorni. 
Le loro rovine, che sono popolarmente note come Guasti Torriani (l'accezione del soprannome è negativa: i Della Torre, dopo la sconfitta, furono oggetto di una vera e propria campagna d'odio), sono definite su documenti del XIV secolo, in latino volgare, Caruptis. Da Caruptis derivò poi "Case Rotte", da cui il nome dell'omonima via. Parte delle demolite dimore dei Della Torre si trovavano anche nella Nobile Contrada dei Bossi.
Annessa alla chiesa di San Giovanni Decollato alle Case Rotte era presenta una scuola di Disciplini che assunsero il ruolo di assistenza ai condannati a morte, di cui poi seppellivano le salme. Degna di nota fu via Nosigia, che diede il nome a due edifici di culto, le citate chiese di Santo Stefano e San Martino. Nei pressi di via Nosigia aveva la dimora gentilizia la famiglia dei de Bussero, a cui appartenne Goffredo da Bussero, noto scrittore medievale. Via Nosigia prendeva a sua volta il nome da una vicinia medievale.